# 藤沢市立滝の沢中学校
藤沢市立滝の沢中学校（ふじさわしりつ たきのさわちゅうがっこう）は、神奈川県藤沢市遠藤にある公立中学校。
「滝ノ沢」と間違えられることも多いが、「滝の沢」が正式名称である。
ほろほろ鳥、うさぎ、鶏などを飼っていた。現在ではシンボルの由来となるカメを職員室前、その他教室などの水槽で飼っている。
令和３年現在、１８クラスである。

## 沿革
- 1982年（昭和57年）4月1日 - 開校。
- 1982年7月5日 - プールが完成した。
- 1983年11月15日 - 校歌が制定された。

## 進学前小学校
- 藤沢市立大庭小学校（一部は藤沢市立大庭中学校へ）
- 藤沢市立滝の沢小学校
- 藤沢市立駒寄小学校（一部は藤沢市立大庭中学校へ）
- 藤沢市立石川小学校（一部は藤沢市立秋葉台中学校へ）

## 所在地
- 神奈川県藤沢市遠藤699番地3

## 著名な卒業生
- 友田宗也 藤沢市議会議員[2]